# Гіпотеза Ґольдбаха
У математиці гіпотезою Ґольдбаха — це одна з найстаріших нерозв'язаних задач в теорії чисел і в математиці. Ця гіпотеза стверджує, що:
Довільне парне число не менше чотирьох можна подати у вигляді суми двох простих чисел.
До прикладу:
{\displaystyle 4=2+2}
{\displaystyle 6=3+3}
{\displaystyle 8=3+5}
{\displaystyle 10=3+7=5+5}
{\displaystyle 12=5+7}
{\displaystyle 14=3+11=7+7}
і так далі. Цю гіпотезу було продемонстровано для всіх чисел, менших ніж 4×1018, однак досі невідомо, чи вона правдива для більших чисел.

## Історія
У 1742 році прусський математик Християн Ґольдбах написав лист Леонарду Ейлеру, в якому він висловив таке припущення:
Кожне непарне число більше 5 можна представити у вигляді суми трьох простих чисел.
Ейлер зацікавився проблемою й висунув сильнішу гіпотезу:
Довільне парне число більше двох можна представити у вигляді суми двох простих чисел.
Перше твердження називається тернарною (або слабкою) проблемою Ґольдбаха, друге — бінарною проблемою Ґольдбаха.

## Тернарна проблема Ґольдбаха
Тернарна проблема Ґольдбаха формулюється так:
Довільне непарне число не менше 7 можна записати у вигляді суми трьох простих чисел.
Наприклад
{\displaystyle 7=3+2+2}
{\displaystyle 9=3+3+3}
І так далі. Остаточне доведення цієї гіпотези було викладено перуанським математиком Гаральдом Гельґоттом, хоча публікація цього доведення в науковому журналі досі проходить рецензію.

### Історія доведення тернарної проблеми
У 1923 році математики Гарді і Літлвуд показали, що у разі справедливості деякого узагальнення гіпотези Рімана, гіпотеза Ґольдбаха буде справедливою для всіх досить великих непарних чисел. У 1937 році радянський математик Іван Виноградов подав доведення того ж твердження, незалежне від справедливості гіпотези Рімана, тобто довів, що будь-яке достатньо велике непарне число може бути подано у виді суми трьох простих.
Надалі результат Виноградова багато разів покращували, поки в 1989 році Ванг і Чен  не опустили нижню межу до {\displaystyle \mathrm {e} ^{\mathrm {e} ^{11,503}}\approx 3{,}33\cdot 10^{43000}}. Однак, як і раніше, пряма перевірка всіх менших чисел залишалася за межами можливостей наявної обчислювальної техніки.
У 1997 році Дезуйе, Еффінгер, Те Ріле і Зінов'єв показали, що з узагальненої гіпотези Рімана випливає справедливість слабкої проблеми Гольдбаха. Вони довели її справедливість для чисел, що перевищують {\displaystyle 10^{20}}, тоді як справедливість твердження для менших чисел легко встановлюється на комп'ютері.
Станом на 2018 рік, математична спільнота вцілому прийняла доведення Гаральда Гельґотта як правдиве.

## Бінарна проблема Ґольдбаха
Бінарна проблема Ґольдбаха формулюється так:
Довільне парне число більше двох можна подати у вигляді суми двох простих чисел.
Бінарна проблема Ґольдбаха далека від вирішення.
Виноградов у 1937 році і Теодор Естерман у 1938 показали, що майже всі парні числа можна записати у вигляді суми двох простих чисел: частка тих чисел, які не задовольняють цій властивості (якщо вони існують), прямує до нуля. Цей результат трохи посилили 1975 року Х'ю Монтгомері (англ. Hugh Montgomery) і Роберт Чарльз Воган (англ. Robert Charles Vaughan). Вони показали, що існують такі додатні константи c і C, що кількість парних чисел, не більших N, які не є сумою двох простих чисел, не перевищує {\displaystyle CN^{1-c}}.
У 1995 році Олів'є Рамаре (англ. Olivier Ramaré) довів, що будь-яке парне число є сумою не більше 6 простих чисел.
У 1966 році Чень Цзінжунь (Chen Jingrun) довів, що будь-яке достатньо велике парне число є або сумою двох простих чисел, або сумою простого числа й напівпростого числа (добутку двох простих чисел). Наприклад, {\displaystyle 100=23+7\cdot 11}.

## Слабші результати, пов'язані з гіпотезою Гольдбаха
- 1920 Віґґо Брун довів, що будь-яке достатньо велике парне число може бути представлено у вигляді суми двох чисел не більше як із 9-ти простих дільників.
- 1923 Харді та Літлвуд довели, що коли вірне деяке узагальнення гіпотези Рімана, то для достатньо великих непарних цілих чисел вірна й тернарна проблема Гольдбаха.
- 1930 Шнірельман довів, що будь-яке ціле число може бути представлено у вигляді суми не більше ніж 800 000 простих чисел.
- 1937 Чудаков довів, що «майже всі» парні цілі числа можуть бути представлені як сума двох простих чисел, тобто, що асимптотична щільність множини тих парних цілих чисел, які неможливо записати як суму двох простих, дорівнює 0.
- 1937 Виноградов довів, що будь-яке досить велике непарне число може бути представлено у вигляді суми трьох простих чисел. Математик Бороздкін у 1939 році оцінив це досить велике число як таке, що не перевищую {\displaystyle \mathrm {e} ^{\mathrm {e} ^{\mathrm {e} ^{41,94}}}\approx \mathrm {e} ^{3,42458\cdot 10^{7,114\cdot 10^{17}}}}.
- 1938 Хуа Луоген довів таке послаблення слабкої гіпотези Гольдбаха: для деякого натурального числа k, будь-яке досить велике непарне число може представлятись як {\displaystyle p_{1}+p_{2}+p_{3}^{k}}. При k = 1 це слаба гіпотеза Гольдбаха.
- 1947 Альфред Рен'ї (Alfréd Rényi) довів, що існує така константа {\displaystyle K}, що будь-яке ціле число може бути представлено як сума простого числа та числа, у якого не більше {\displaystyle K} простих дільників.
- 1951 Ліник довів, що існує така константа {\displaystyle K}, що будь-яке парне ціле число може бути представлено як сума двох простих чисел та не більше {\displaystyle K} степенів двійки. У 2003 році Pintz й Ruzsa встановили, що {\displaystyle K<=8}
- 1966 Чень Цзінжунь встановив, що будь-яке досить велике парне ціле число може бути представлено як сума або двох простих чисел, або простого та напівпростого чисел.
- 1975 Хью Монтгомері та Роберт Чарльз Воган показали, що існує пара констант {\displaystyle c} та {\displaystyle C} таких, що кількість парних чисел, не більших {\displaystyle N}, які не є сумою двох простих чисел, не перевищує {\displaystyle CN^{1-c}}
- У 1989 році Ван і Чень опустили межу, яку встановив раніше Виноградов до {\displaystyle \mathrm {e} ^{\mathrm {e} ^{11,503}}\approx 3{,}33339256\cdot 10^{43000}}
- 1995 Олів'є Рамаре (Olivier Ramaré) довів, що будь-яке парне ціле число може бути представлено як сума не більше, ніж 6 простих чисел.
- 1997 Дезуйе, Ефінгер, те Ріле та Зинов'єв довели, що для чисел не менших за {\displaystyle 10^{20}} з узагальненої гіпотези Рімана випливає справедливість слабкої проблеми Гольдбаха.
- 2012 Теренс Тао покращив результат Олів'є Рамаре й довів, що будь-яке непарне число, більше ніж 1, може бути записано як сума не більш як п'яти простих чисел.
- 2013 Гаральд Гельфготт опублікував працю, у якій стверджував[4], що будь-яке непарне ціле число, більше за {\displaystyle 10^{30}}, може бути записано як сума трьох простих чисел, втім, перевірка його праці станом на 2018 рік ще тривала[3].

Із результату Гаральда Гельфготта (якщо він виявиться вірним), випливає, що будь-яке парне число, більше за 8, може бути представлено як сума 2 чи 4-х простих чисел, тому що парне число {\displaystyle u}, яке не є сумою двох простих, можна переписати як {\displaystyle u=(u-3)+3}, де перший доданок є сумою трьох простих чисел за Хельфготом, а другий — 3 — є також простим; а отже парне число {\displaystyle u} може бути представлено як сума не більш ніж 4 простих. Для 4, 6 та 8 це вірно.